# Otto Bruchwitz
Otto Bruchwitz (* 2. April 1877 in Rothemühl, Vorpommern; † 12. Oktober 1956 in Hammer a. d. Uecker) war ein deutscher Pädagoge und Heimatforscher. 

## Leben
Otto Bruchwitz war von Beruf Lehrer. In Finkenwalde bei Stettin war er als Gewerbeoberlehrer tätig. In Vorpommern machte er sich als Heimatforscher einen Namen. Über 100 Bände seiner Arbeit über Vorpommern, u. a. zu der Gegend um Torgelow sind im Landesarchiv Greifswald einzusehen. Es handelt sich um familiengeschichtliche Quellen für den Kreis Ueckermünde, Abschriften von Kirchenbüchern, Standesregister und genealogische Sammlungen. Nach ihm ist die Otto-Bruchwitz-Straße in Torgelow benannt.
Im Alter von 79 Jahren starb Otto Bruchwitz am 12. Oktober 1956 in Hammer a. d. Uecker, am 16. Oktober 1956 wurde er in Rothemühl beigesetzt. Ein Gedenkstein auf dem Friedhof in Rothemühl erinnert an den Heimatforscher und an seine Vorfahren.

## Schriften
- Schlacht am Karrenberg 1399, aus: Der Kreis Ueckermünde, Heimatbuch, 1935, S. 17–19
- Königsholland wird 200 Jahre alt. In: Kreisbeilage Ueckermünde der Pommerschen Zeitung, 1937
- Alt- und Neu Torgelow. In: Monatsblätter 51. Jahrg., Stettin 1937, S. 128–137
- Neuwarp. In: Deutsches Städtebuch, Bd. I Nordostdeutschland, Stuttgart 1939, S. 206
- Die Geschichte des Eisenhüttenwerks Torgelow. In: Neue Mecklenburgische Monatshefte, 2. Jahrg. 1957, S. 38 ff.
- Die Industrie im Ueckermünder Land vor dem Dreißigjährigen Kriege. In: Der Kreis Ueckermünde, Heimatbuch, 1935, S. 53–56.
- Die Glashütten in Königsholland. Aus: Unser Pommerland, 19. Jahrg. 1934, H. 7/8 (Sonderheft Kreis Ueckermünde) S. 335–337
- Die Ansiedlung der Pfälzer unter Friedrich dem Großen. Aus: Unser Pommerland, 19. Jahrg. 1934, H. 7/8 (Sonderheft Kreis Ueckermünde) S. 337
- Der Strandhafer von Heinrichswalde. Aus: Unser Pommerland, 19. Jahrg. 1934, H. 7/8 (Sonderheft Kreis Ueckermünde) S. 344–345
- Die Industrie im Ueckermünder Land vor dem dreißigjährigen Kriege. Aus: Der Kreis Ueckermünde, Heimatbuch, 1935, S. 53–56